# Hyrrokkin

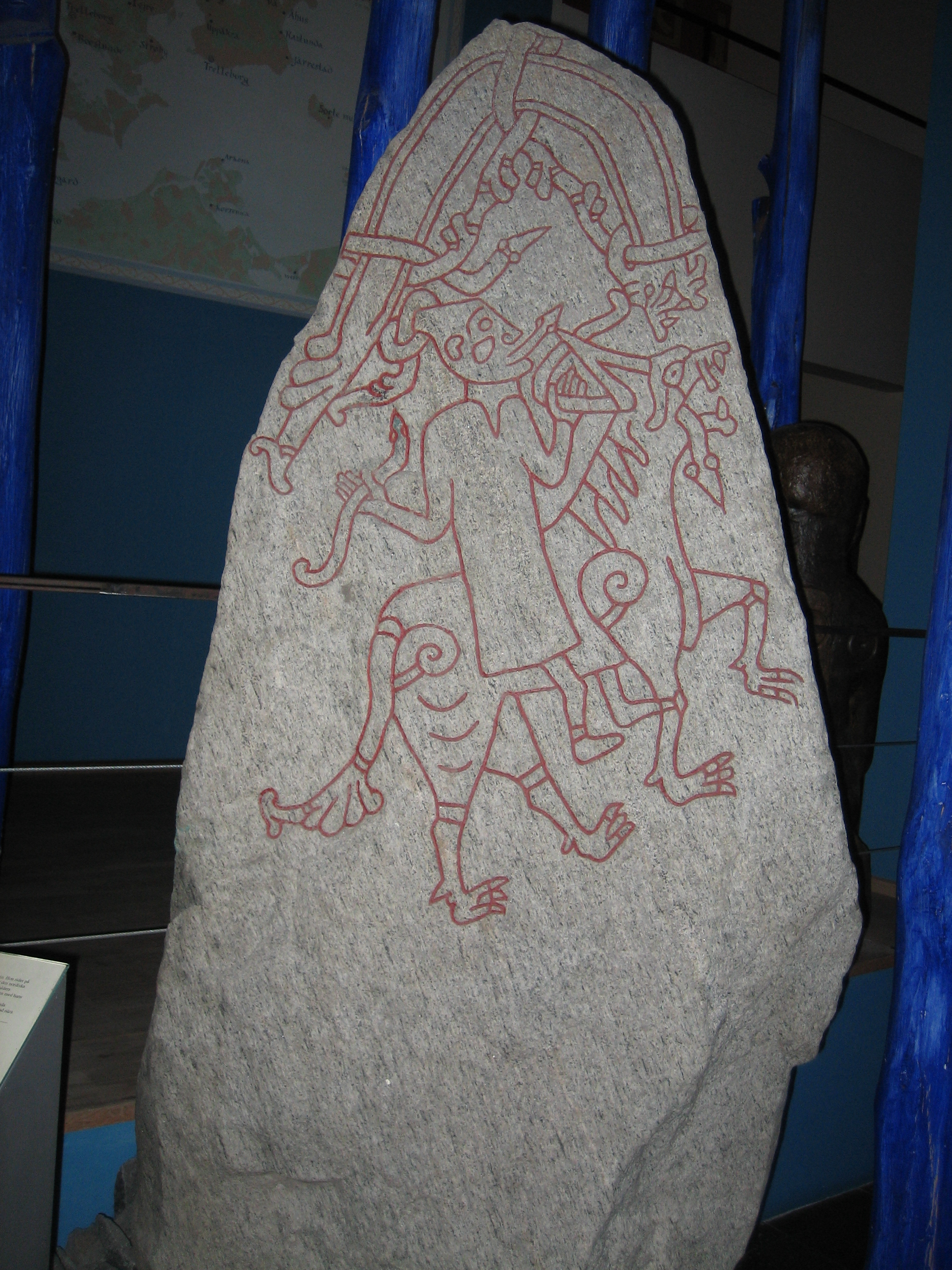
Hyrrokkin, wizerunek na kamieniu z Hunnestad

W mitologii nordyckiej, Hyrrokkin (również w niektórych źródłach Hyrrokken) to imię gigantki. Pojawia się w Gylfaginning Snorriego Sturlusona, w związku ze śmiercią Baldura. Podczas pogrzebu Baldura jego żona, Nanna, umarła z żalu i została położona obok męża na pogrzebowym stosie, by dołączyć do niego w krainie umarłych, Hel. Hringhorni – drakkar Baldura – jako największy statek miał posłużyć im do pogrzebu, jednak żaden z bogów nie był na tyle silny by go zepchnąć na wodę.
Wtedy bogowie poprosili o pomoc Hyrrokkin z Jotunheimu. Gigantka przybyła na gigantycznym wilku, mającym żmije za wodze, którego w Asgardzie musiało pilnować aż czterech wojowników (berserków). Hyrrokkin, używając swojej siły, zsunęła statek do wody jednym pchnięciem, ale jej ruch był tak mocny, że spowodowała trzęsienie ziemi i pożary. Rozwścieczyło to Thora, który chwycił młot i chciał rozłupać jej czaszkę, jednak pozostali bogowie go powstrzymali.